# Fumontana
Fumontana is een geslacht van hooiwagens uit de familie Triaenonychidae.
De wetenschappelijke naam Fumontana is voor het eerst geldig gepubliceerd door Shear in 1977. 

## Soorten
Fumontana is monotypisch en omvat slechts de volgende soort:
- Fumontana deprehendor